# Kommissar für humanitäre Hilfe und Krisenschutz
Der Kommissar für humanitäre Hilfe und Krisenschutz ist ein Mitglied der Europäischen Kommission.
Der Bereich der humanitären Hilfe wurde 1973 in das Ressort des Entwicklungskommissars aufgenommen. Mit Amtsantritt der Kommission Barroso II im Februar 2010 wurde er jedoch in ein eigenes Ressort ausgelagert. Als Kommissarin war zunächst die Bulgarin Rumjana Schelewa nominiert, die jedoch am 19. Januar 2010 nach Kritik des Europäischen Parlaments auf das Amt verzichtete. An ihrer Stelle nominierte der bulgarische Ministerpräsident Bojko Borissow die bisherige Vizepräsidentin der Weltbank Kristalina Georgiewa für dieses Amt. Am 9. Februar 2010 stimmte das Europäische Parlament der geänderten Liste der Kommissionsmitgliedern zu.
Die Generaldirektion Europäischer Katastrophenschutz und humanitäre Hilfe (DG ECHO) untersteht dem Kommissar für Humanitäre Hilfe und Krisenmanagement.

## Bisherige Amtsinhaber
| Kommissar            | Amtszeit  | Staat     | nationale Partei | europäische Partei |
| -------------------- | --------- | --------- | ---------------- | ------------------ |
| Hadja Lahbib         | seit 2024 | Belgien   | MR               | ALDE               |
| Janez Lenarčič       | 2019–2024 | Slowenien | parteilos        | parteilos          |
| Christos Stylianides | 2014–2019 | Zypern    | DISY             | EVP                |
| Kristalina Georgiewa | 2010–2014 | Bulgarien | GERB             | EVP                |

Für die Amtsinhaber des Ressorts Entwicklung und humanitäre Hilfe (1973–2010) siehe Kommissar für Entwicklung.